# Hiraea sanctae-marthae
Hiraea sanctae-marthae är en tvåhjärtbladig växtart som beskrevs av Julius Sterling Morton. Hiraea sanctae-marthae ingår i släktet Hiraea och familjen Malpighiaceae. Inga underarter finns listade i Catalogue of Life.